# Mercedes-Benz Classe GLC Coupé (Type 253)
 (décembre 2023).
Le Mercedes-Benz C 253 est un SUV coupé de la marque automobile allemande Mercedes-Benz. Le véhicule est commercialisé sous le nom de GLC coupé et il est basé sur le Mercedes-Benz GLC (X 253).

## Historique
L'étude de design Mercedes-Benz Concept GLC Coupé présentée au Salon de l'automobile de Shanghai 2015, propulsée par un moteur essence V6 de trois litres développant 270 kW (367 ch), a fourni un premier aperçu du véhicule.
La version de production du véhicule a été dévoilée le 23 mars 2016 au Salon de l'automobile de New York. La production a commencé fin juin 2016 et s'est déroulée aux côtés des modèles berline et break de la Classe C ainsi que du GLC sur une chaîne de montage à l'usine de Brême.
Le modèle successeur, le C 254, a été présenté le 14 mars 2023.

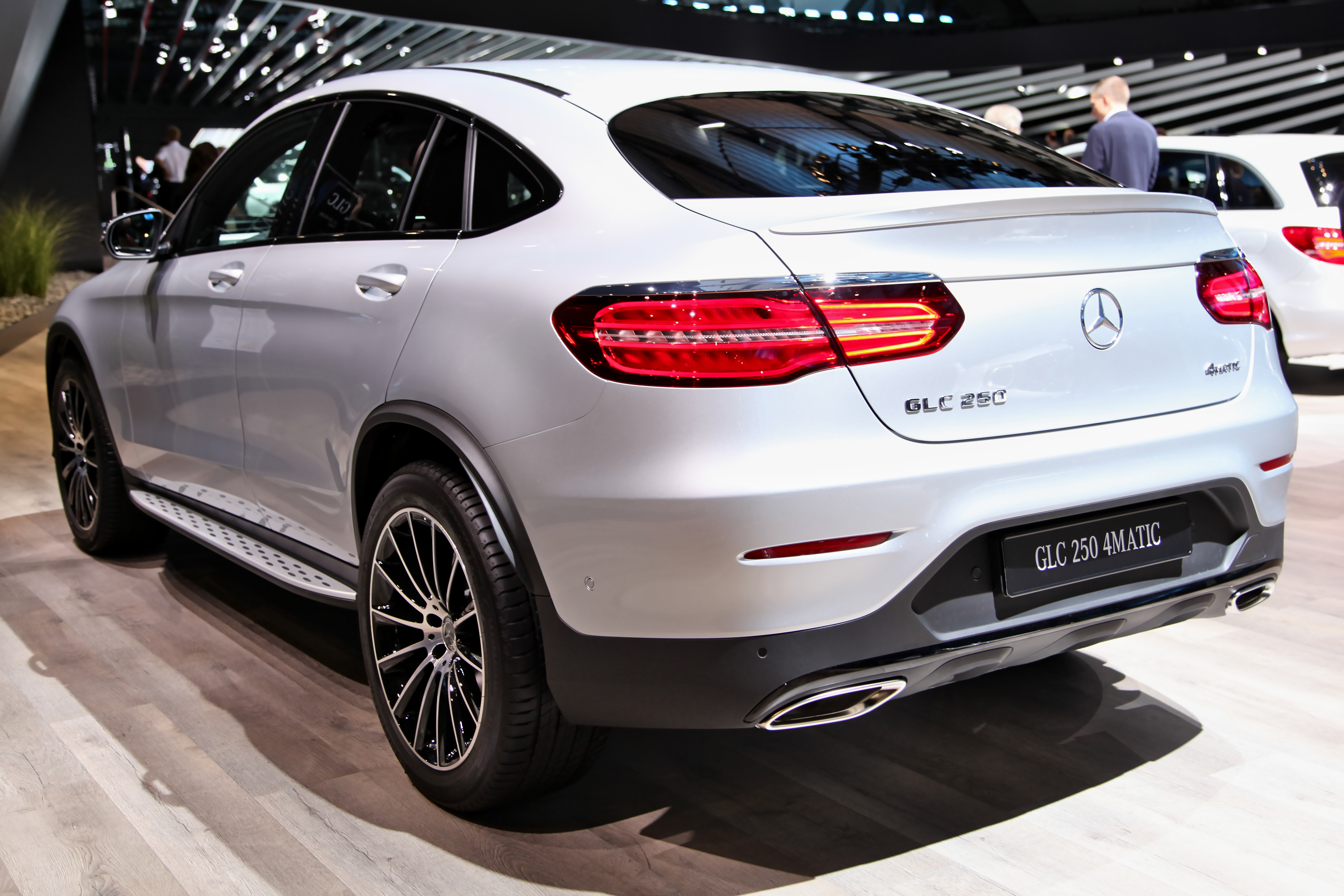
Vue arrière
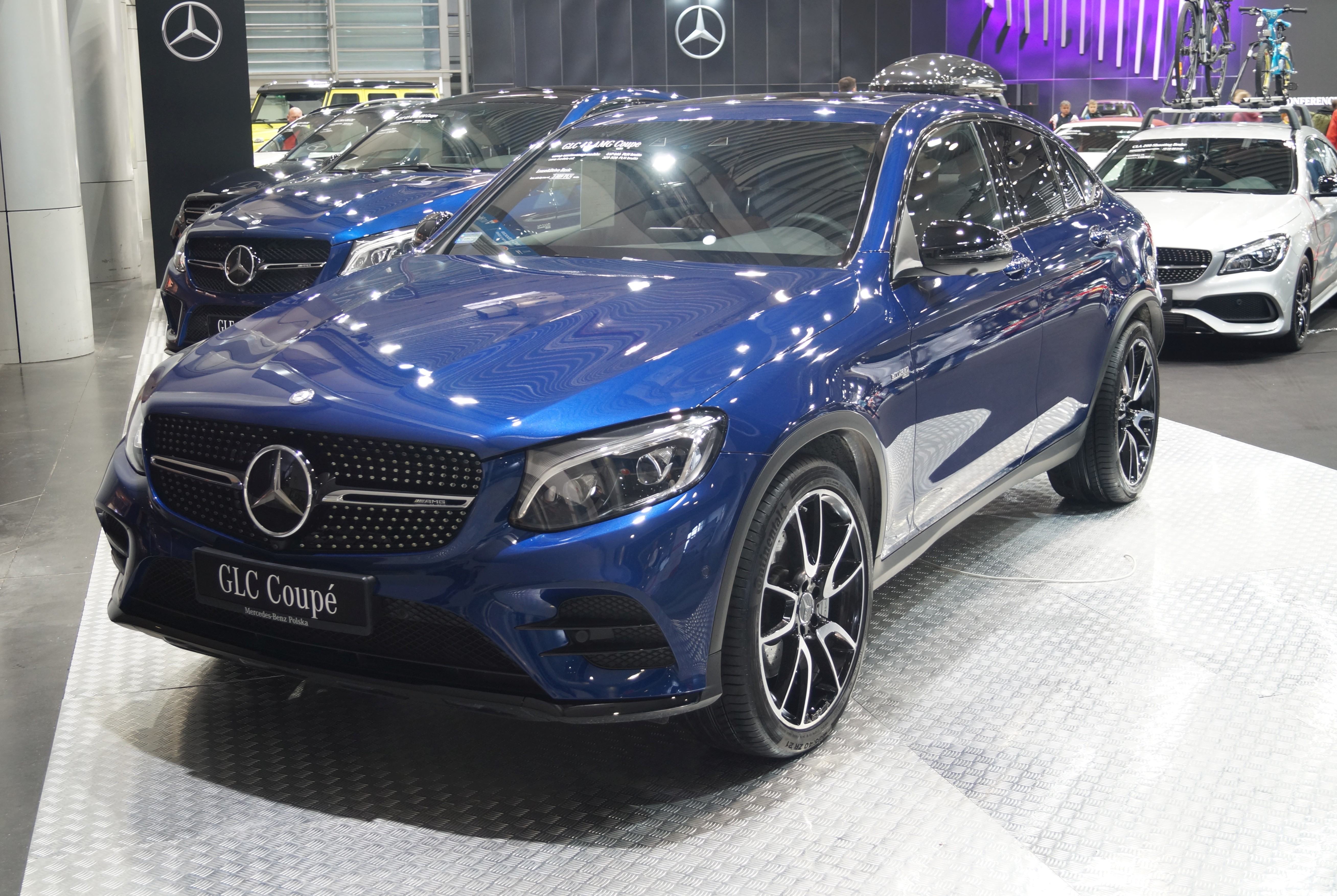
Mercedes GLC coupé 43 AMG 4MATIC (2016–2019)
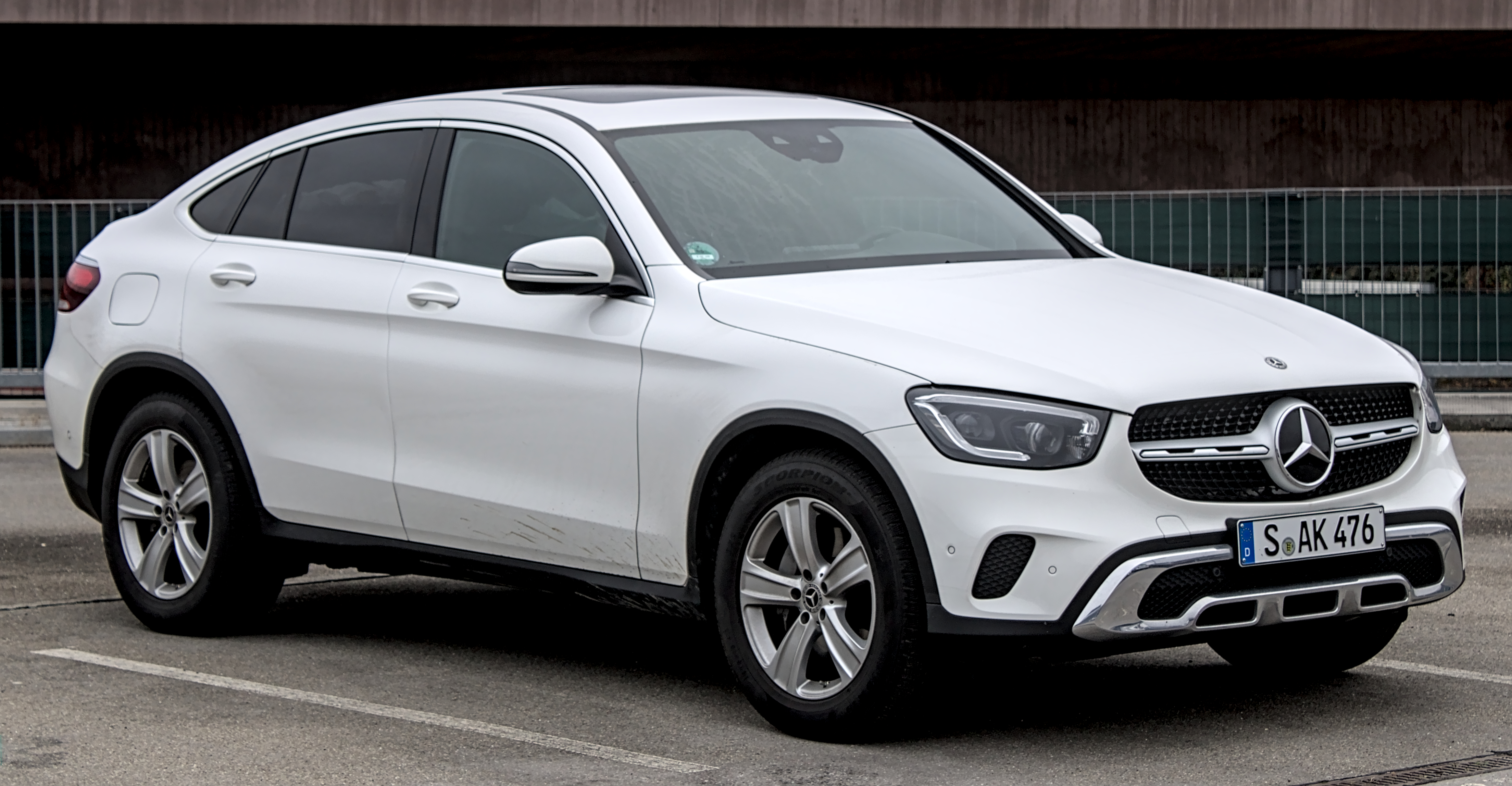
Mercedes-Benz GLC coupé (2019–2023)
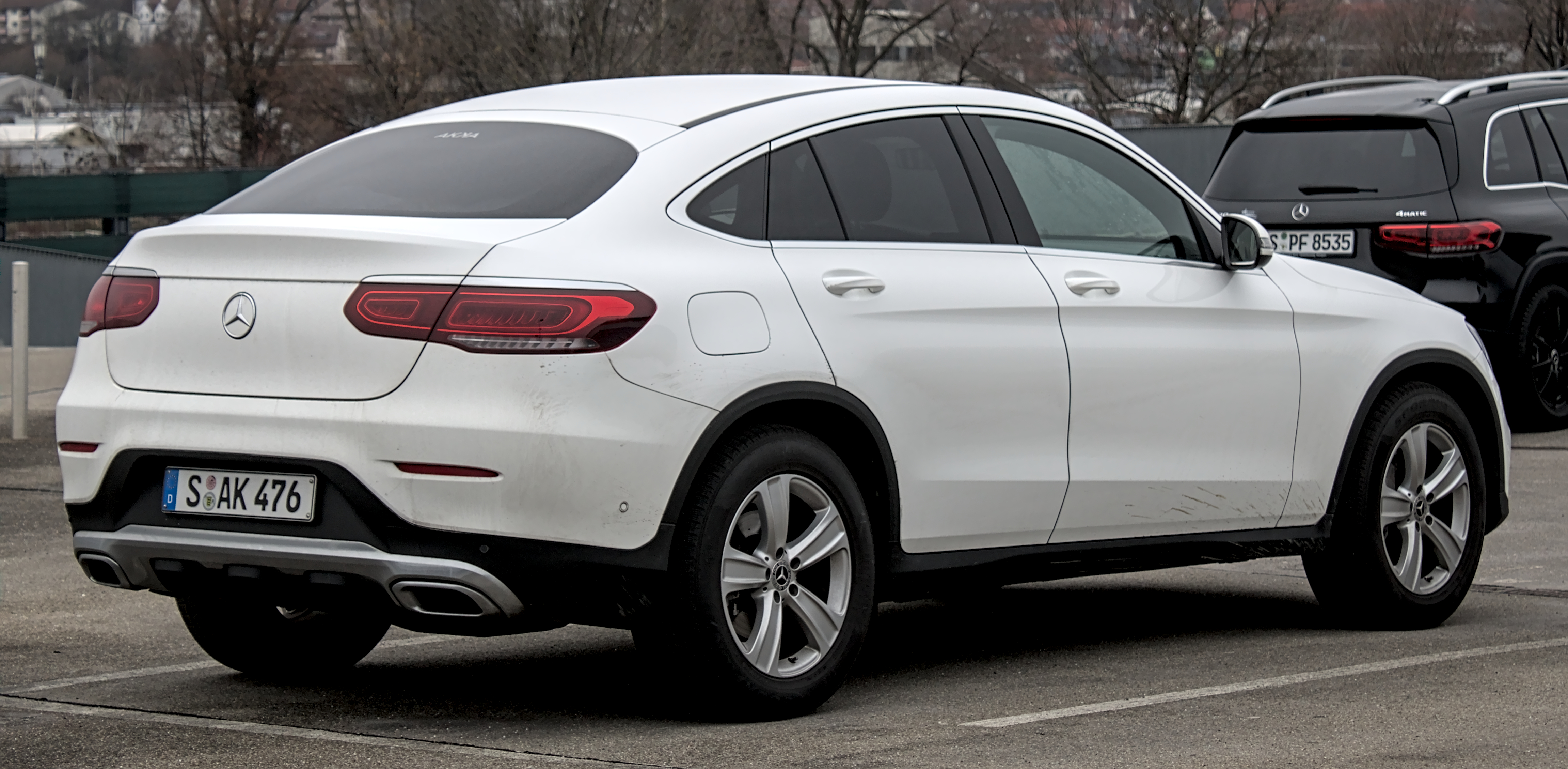
Vue arrière
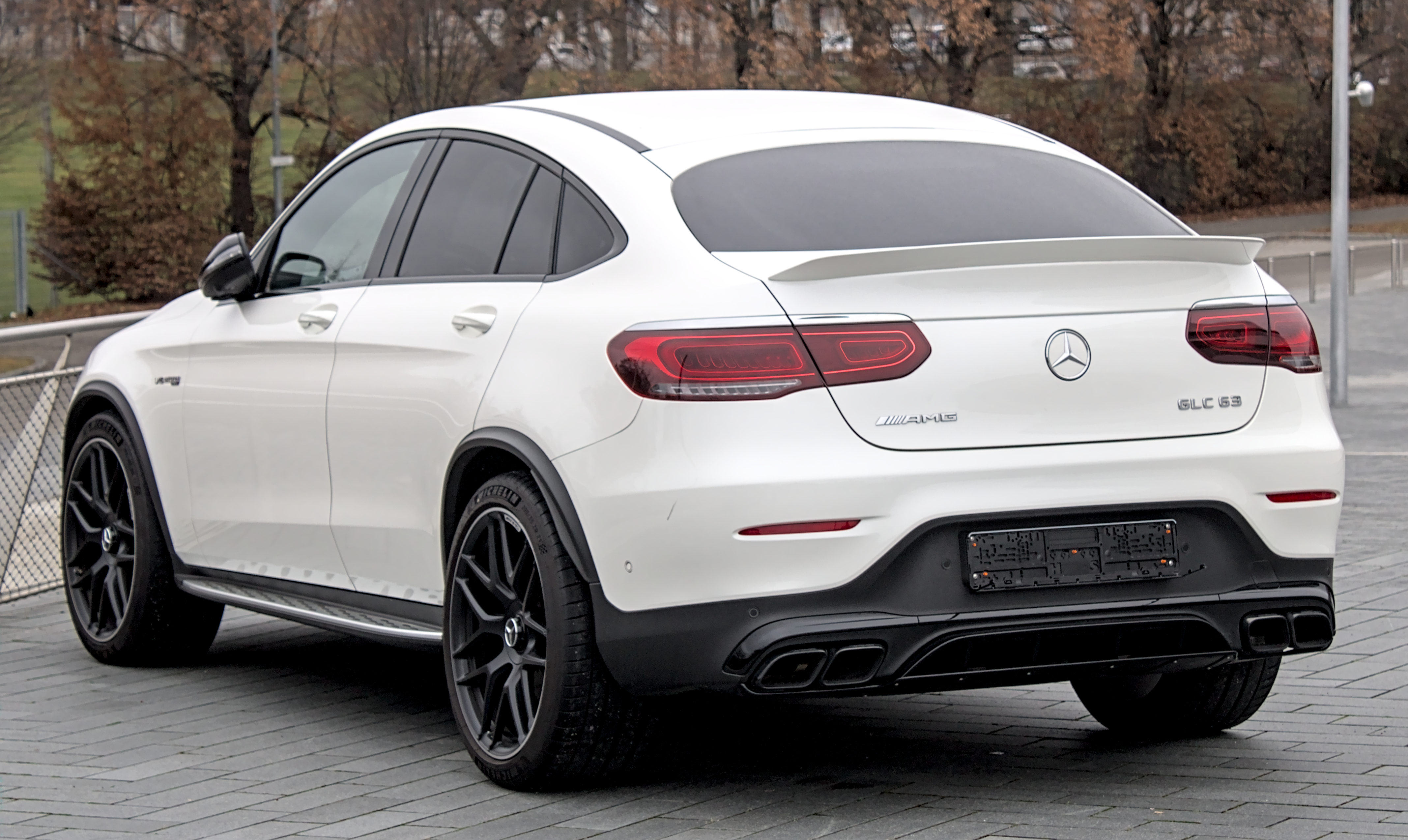
Mercedes GLC coupé 63 AMG 4MATIC (2019–2023)
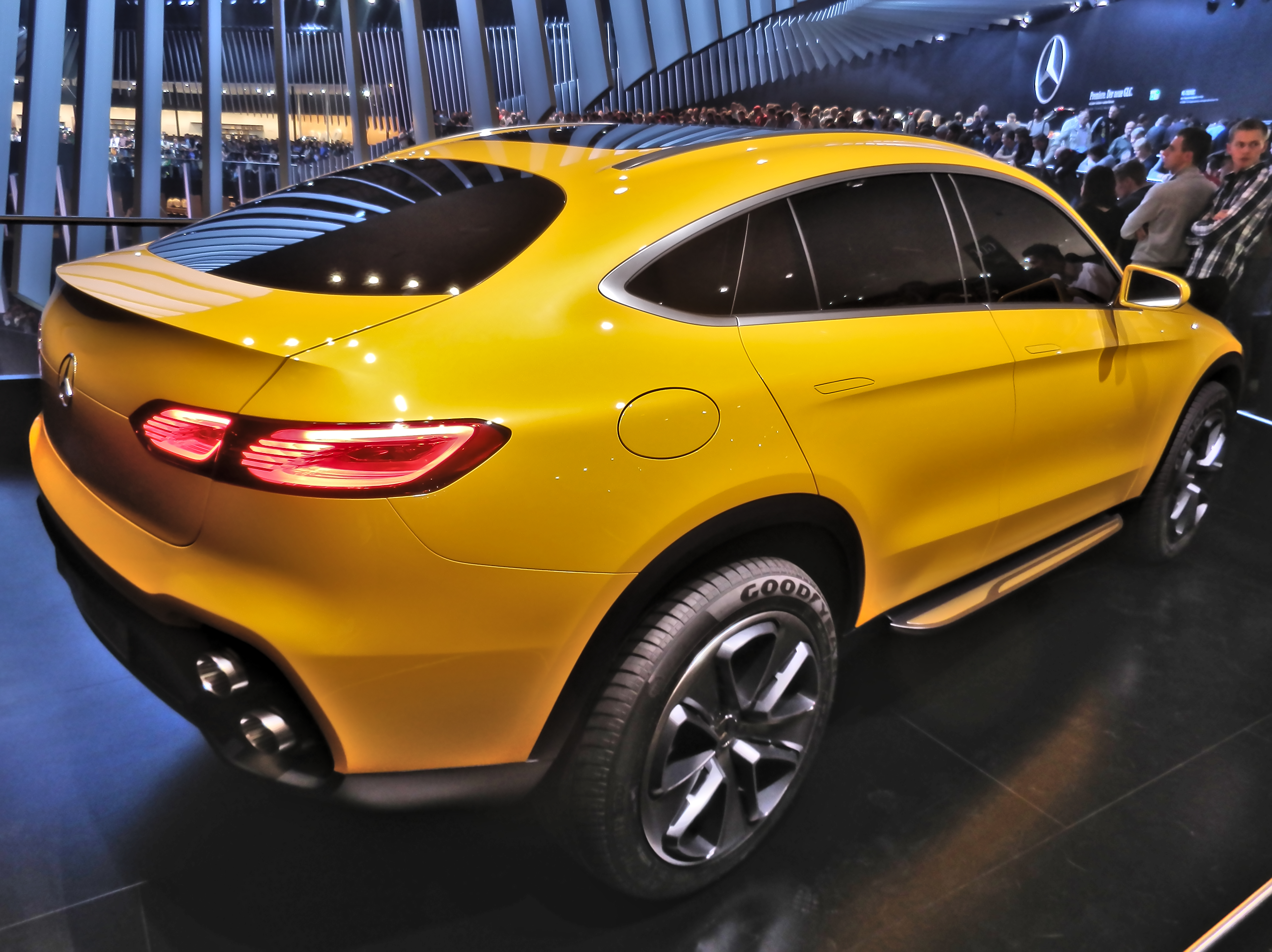
Mercedes-Benz Concept GLC Coupé au Salon de l'automobile de Francfort 2015

## Données techniques
Lors de son lancement sur le marché en septembre 2016, le GLC coupé était proposé avec trois variantes de motorisation (250 4MATIC, 220d 4MATIC et 250d 4MATIC). En plus d'un moteur essence de 2,0 litres développant 155 kW (211 ch), un moteur diesel de 2,1 litres était disponible avec 125 kW (170 ch) ou 150 kW (204 ch). Ces variantes étaient livrées de série avec une transmission intégrale, une transmission automatique à 9 rapports et des roues de 18 pouces. Avec le changement d'année modèle, à partir d'octobre 2016, le Mercedes GLC 43 AMG 4MATIC de 270 kW (367 ch), le GLC 350e 4MATIC hybride rechargeable de 235 kW (320 ch), le GLC 300 4MATIC et le GLC 350d 4MATIC pouvaient être commandés; Leur livraison a débuté en décembre 2016. Au Salon de l'automobile de New York d'avril 2017, Mercedes a présenté le GLC et le GLC coupé sous les noms de 63 AMG 4MATIC+ de 350 kW (476 ch) et de 63 AMG S 4MATIC+ de 375 kW (510 ch). Ceux-ci étaient disponibles à la commande à partir du 16 juin 2017 et sont arrivés sur le marché en septembre 2017.

### Hybride rechargeable
Le GLC coupé 350e 4MATIC hybride rechargeable est équipé d'un moteur électrique d'une puissance maximale de 85 kW et d'un couple de 340 Nm intégré dans le carter de transmission. En association avec le moteur essence quatre cylindres M274DEH20LA, cela donne une puissance totale de 235 kW (320 ch) et un couple total de 560 Nm. Selon le nouveau cycle européen de conduite, une autonomie purement électrique de 34 km peut être atteinte. Puisque les unités auxiliaires telles que la pompe à eau, la pompe à vide, la pompe de direction assistée et le compresseur de climatisation ont été électrifiées, un entraînement par courroie conventionnel n'est plus nécessaire. Un générateur n'est également plus nécessaire; le réseau de bord de 12 V est alimenté par le réseau de bord haute tension via un convertisseur DC-DC. L'accumulateur lithium-ion, qui pèse environ 120 kg et qui a un contenu énergétique de 8,7 kWh, est logée derrière l'essieu arrière. Il s'agit d'un accumulateur lithium-fer-phosphate composée de 120 cellules connectées en série (22 Ah, 3,3 V) avec une tension nominale de 396 V.

## Caractéristiques techniques

### Moteur essence
| Caractéristiques                             | GLC 200 4MATIC Coupé                            | GLC 250 4MATIC Coupé                       | GLC 300 4MATIC Coupé                       | GLC 300 4MATIC Coupé                            | GLC 300 e 4MATIC Coupé                                                                              | GLC 350 e 4MATIC Coupé                                                                              | Mercedes-AMG GLC 43 4MATIC Coupé           | Mercedes-AMG GLC 43 4MATIC Coupé            | Mercedes-AMG GLC 63 4MATIC+ Coupé                                         | Mercedes-AMG GLC 63 4MATIC+ S Coupé                                       |
| Période de construction                      | 05/2019–03/2023                                 | 09/2016–05/2019                            | 12/2016–05/2019                            | 05/2019–03/2023                                 | 11/2019–03/2023                                                                                     | 12/2016–08/2018                                                                                     | 12/2016–05/2019                            | 07/2019–03/2023                             | 09/2017–03/2023                                                           | 09/2017–03/2023                                                           |
| Nom du moteur                                | M 274 DE 20 AL                                  | M 274 DE 20 AL                             | M 274 DE 20 AL                             | M 274 DE 20 AL                                  | M 274 DE 20 AL                                                                                      | M 274 DE 20 AL                                                                                      | M 276 DE 30 AL                             | M 276 DE 30 AL                              | M 177 DE 40 AL                                                            | M 177 DE 40 AL                                                            |
| Type de moteur                               | Moteur essence L4 + moteur électrique           | Moteur essence R4                          | Moteur essence R4                          | Moteur essence L4 + moteur électrique           | Moteur essence L4 + moteur électrique                                                               | Moteur essence L4 + moteur électrique                                                               | Moteur essence V6                          | Moteur essence V6                           | Moteur essence V8                                                         | Moteur essence V8                                                         |
| Système d'injection                          | Injection directe                               | Injection directe                          | Injection directe                          | Injection directe                               | Injection directe                                                                                   | Injection directe                                                                                   | Injection directe                          | Injection directe                           | Injection directe                                                         | Injection directe                                                         |
| Suralimentation                              | Turbocompresseur                                | Turbocompresseur                           | Turbocompresseur                           | Turbocompresseur                                | Turbocompresseur                                                                                    | Turbocompresseur                                                                                    | Biturbo                                    | Biturbo                                     | Biturbo                                                                   | Biturbo                                                                   |
| Cylindrée                                    | 1991 cm³                                        | 1991 cm³                                   | 1991 cm³                                   | 1991 cm³                                        | 1991 cm³                                                                                            | 1991 cm³                                                                                            | 2996 cm³                                   | 2996 cm³                                    | 3982 cm³                                                                  | 3982 cm³                                                                  |
| Puissance maximale                           | 145 kW (197 PS) + 10 kW (14 PS) à 5500–6100/min | 155 kW (211 PS) à 5500/min                 | 180 kW (245 PS) à 5500/min                 | 190 kW (258 PS) + 10 kW (14 PS) à 5800–6100/min | 155 kW (211 PS) bei 1200–4000/min + 90 kW (122 PS) bei 0–2000/min Puissance combiné 235 kW (320 PS) | 155 kW (211 PS) bei 1200–4000/min + 85 kW (116 PS) bei 0–2000/min Puissance combiné 235 kW (320 PS) | 270 kW (367 PS) à 5500–6000/min            | 287 kW (390 PS) à 5500–6000/min             | 350 kW (476 PS) à 5500–6250/min                                           | 375 kW (510 PS) à 5500–6250/min                                           |
| Couple maximum                               | 320 Nm à 1650–4000/min                          | 350 Nm à 1200–4000/min                     | 370 Nm à 1300–4000/min                     | 370 Nm à 1800–4000/min                          | Couple combiné 700 Nm                                                                               | Couple combiné 560 Nm                                                                               | 520 Nm à 2000–4200/min                     | 520 Nm à 2500–4500/min                      | 650 Nm à 1750–4500/min                                                    | 700 Nm à 1750–4500/min                                                    |
| Transmission de puissance                    |                                                 |                                            |                                            |                                                 | | |                                            |                                             |                                                                           |                                                                           |
| Transmission de série                        | Intégral                                        | Intégral                                   | Intégral                                   | Intégral                                        | Intégral                                                                                            | Intégral                                                                                            | Intégral                                   | Intégral                                    | Intégral                                                                  | Intégral                                                                  |
| Boîte de vitesses de série                   | Automatique à neuf rapports (9G-Tronic)         | Automatique à neuf rapports (9G-Tronic)    | Automatique à neuf rapports (9G-Tronic)    | Automatique à neuf rapports (9G-Tronic)         | Automatique à neuf rapports (9G-Tronic)                                                             | Automatique à 7 vitesses (7G-TRONIC Plus)                                                           | Automatique à neuf rapports (9G-Tronic)    | Automatique à neuf rapports (9G-Tronic)     | Boîte de vitesses AMG SPEEDSHIFT MCT à 9 rapports                         | Boîte de vitesses AMG SPEEDSHIFT MCT à 9 rapports                         |
| Mesures                                      |                                                 |                                            |                                            |                                                 | | |                                            |                                             |                                                                           |                                                                           |
| Vitesse maximale                             | 216 km/h                                        | 222 km/h                                   | 236 km/h                                   | 240 km/h                                        | 230 km/h                                                                                            | 235 km/h                                                                                            | 250 km/h                                   | 250 km/h                                    | 250 km/h (Avec AMG Driver’s Package: 270 km/h)                            | 250 km/h (Avec AMG Driver’s Package: 280 km/h)                            |
| Accélération, 0-100 km/h                     | 8,0 s                                           | 7,3 s                                      | 6,5 s                                      | 6,3 s                                           | 5,7 s                                                                                               | 5,9 s                                                                                               | 4,9 s                                      | 4,9 s                                       | 4,0 s                                                                     | 3,8 s                                                                     |
| Consommation de carburant aux 100 km (mixte) | 7,1–7,5 l Essence                               | 6,9–7,3 l Essence                          | 7,5–7,8 l Essence                          | 7,1–7,5 l Essence                               | 2,2–2,5 l Essence                                                                                   | 2,5–2,7 l Essence                                                                                   | 8,4–8,9 l Essence                          | 10,2–10,5 l Essence                         | 10,3–10,7 l Essence                                                       | 10,7 lEssence                                                             |
| Émission de CO2 (combinée)                   | 161–170 g/km                                    | 159–170 g/km                               | 169 g/km                                   | 161–170 g/km                                    | 50–58 g/km                                                                                          | 59–64 g/km                                                                                          | 192–203 g/km                               | 232–240 g/km                                | 234–244 g/km                                                              | 244 g/km                                                                  |
| Norme d'émission selon la classification UE  | Euro 6d-TEMP (à partir de 07/2020: Euro 6d)     | Euro 6 (à partir de 07/2018: Euro 6d-TEMP) | Euro 6 (à partir de 07/2018: Euro 6d-TEMP) | Euro 6d-TEMP (à partir de 07/2020: Euro 6d)     | Euro 6d-TEMP (à partir de 07/2020: Euro 6d)                                                         | Euro 6                                                                                              | Euro 6 (à partir de 07/2018: Euro 6d-TEMP) | Euro 6d-TEMP (à partir de 07/2020: Euro 6d) | Euro 6 (à partir de 07/2018: Euro 6d-TEMP) (à partir de 07/2020: Euro 6d) | Euro 6 (à partir de 07/2018: Euro 6d-TEMP) (à partir de 07/2020: Euro 6d) |